# Place de Pierre le Grand
Le Place de Pierre le Grand (russe : Петровская площадь) auparavant place Saint-Anne (finnois : Pyhän Annan tori) est une place de Vyborg en Russie.

## Histoire
La place naît dans les années 1740 en même temps que les fortifications de la couronne de Sainte-Anne.
La place se trouvait a l4intersection de trois routes qui deviendront plus tard Siikaniemenkatu (aujourd’hui Ostrovnaja ulitsa) Haminanportinkatu ja Hiekanportinkatu.
Autour de la place on construit des bâtiments pour le commandement militaire et des habitations pour les officiers conçus entre autres par Karl Johann Spekle.
Au nord de la place on construit en 1847 la maison des officiers conçue par Ernst Bernhard Lohrmann qui est connue sous le nom de Maison Mendt.
À la fin du 19e, elle abrite une école russe.
Puis en 1917 à l’époque de la révolution russe s'y tiennent les réunions du comité local du parti ouvrier social-démocrate de Russie.
Les Bolcheviks étant installés dans la maison voisine.
Pendant la révolution russe s'y tiendront de nombreuses réunions de travailleurs et de militaires.
A l’indépendance de la Finlande, la maison Mendt sert de club d'officiers.

## Galerie

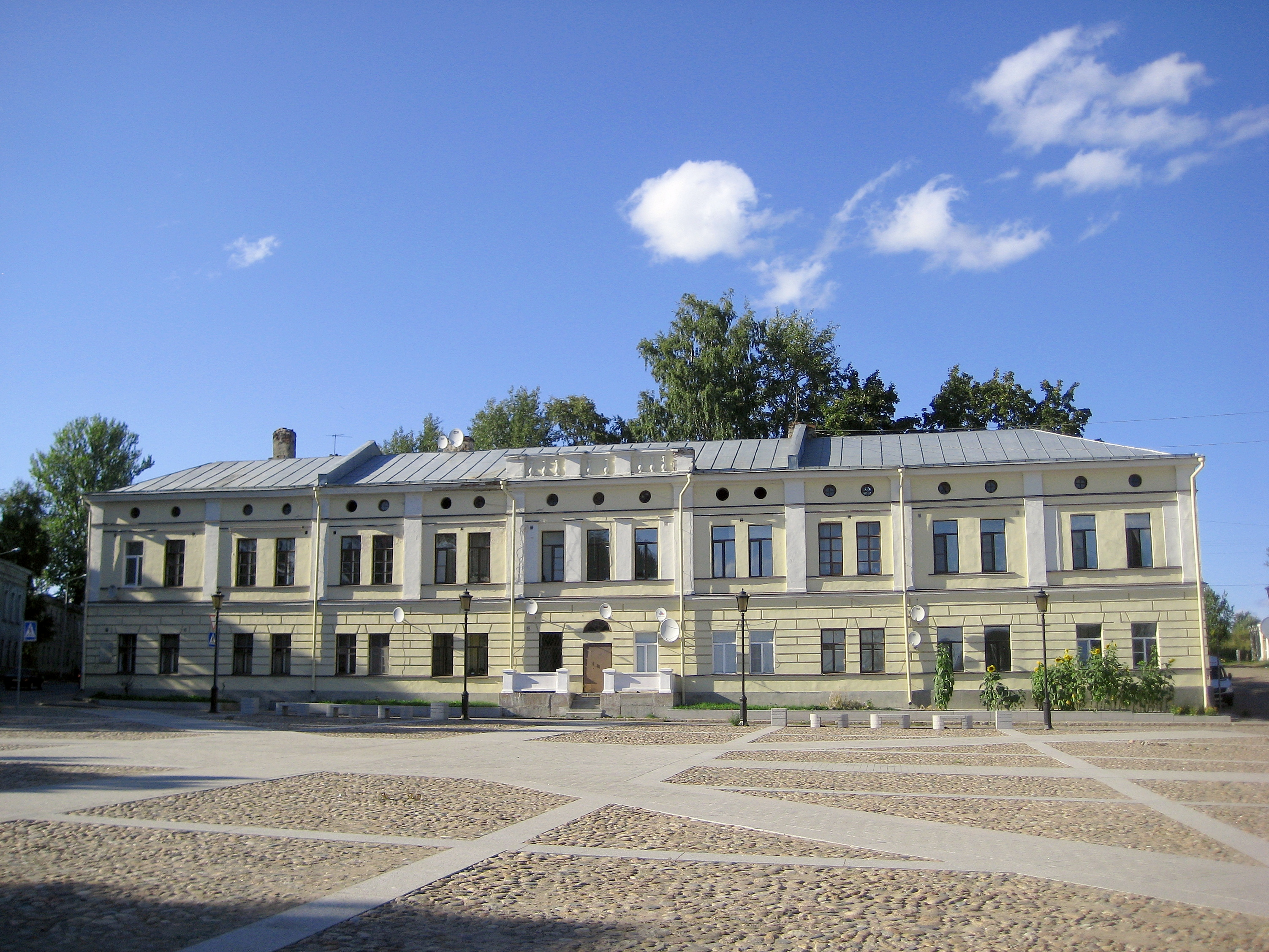
La maison Mendt.